# Maquis a les muntanyes de Prades
Maquis a les muntanyes de Prades és una sèrie documental que narra la lluita dels guerrillers antifranquistes al Camp de Tarragona estrenada el 14 de juliol de 2024 a Canal Reus TV i a les televisions locals, publicant-se també a la plataforma de continguts digitals La Xarxa+, amb la coproducció també de Red+ i el suport de la Fundació Privada Reddis i la Diputació de Tarragona.
Abordant el fenomen i seguint la pista de les diverses partides que van operar a les muntanyes de Prades i el Montsant, ja fos per pura necessitat en acabar la Guerra Civil Espanyola o bé amb voluntat ferma de derrocar la dictadura i plantar cara als falangistes. La sèrie ha estat dirigida pel periodista i escriptor Toni Orensanz, i és una coproducció de La Xarxa de Comunicació Local i Canal Reus TV. L'argument de la sèrie documental segueix la història de la partida dels Patacons, amb l'anomenat grup del Cisquet d’Olot i el dels Teixidors. El projecte tingué com a punt de partida l'interès pel president de la Fundació Reddis, entitat col·laboradora de la sèrie documental, tot explicant les rutes i la geografia transitada pels maquis, i comptant amb el periodista Toni Orensanz com a director i amb Cristophe Sion com a realitzador, que seguiran les investigacions del doctor Lluís Colomés. Tal com s'explica a la sèrie documental, els primers capítols estan centrats en la partida dels Patacons, el tercer capítol inclou l'anomenat grup del Cisquet d'Olot i el dels Teixodors, de la qual va participar el maialenc Andreu Teixidó.

## Repartiment
- Direcció: Toni Orensanz[2]
- Guió: Toni Orensanz, Rafa Marrasé
- Repartiment: Ejército del Ebro
- Edició i realització: Christophe Sion
- Producció: Hokusai Films

## Episodis
| Capítol | Títol                      | Durada |
| --- | -------------------------- | ------ |
| 1 | «Els Patacons I»           | 26:54  |
| Els Patacons foren el grup més llegendari dels maquis a les muntanyes de Prades. Un grup d'homes que, en acabar la Guerra Civil, s'amagaren a la muntanya tot fugint de la repressió franquista. Tot i que acaben convertits en un maldecap per a la dictadura, tenen més vocació de supervivents que de resistents antifranquistes. |                            |        |
| 2 | «Els Patacons II»          | 26:32  |
| El règim franquista culpa de qualsevol excés la partida dels Patacons, als quals s'acusa de diversos assassinats. La seva recerca i captura per part de la Guàrdia Civil serà implacable fins que tots els seus membres acabin assassinats, empresonats o afusellats.                                                                |                            |        |
| 3 | «Els Teixidó i el Cisquet» | 28:28  |
| Hi ha grups de maquis a les muntanyes de Prades que tenen com a objectiu derrocar el règim franquista. A diferència dels Patacons, són militants que obeeixen ordres del Partit Comunista. Amb experiència militar a la Resistència a França, volen que els falangistes notin i pateixin la seva presència.                          |                            |        |